# からし豆腐
からし豆腐（辛子豆腐、辛子とうふ）は、ドーム型をした豆腐の中に練りからしが入った食品。きざみ海苔をかけて冷奴のようにして食べる。岐阜県の郷土料理とされるが、京都や北陸地方、名古屋にも同じような食品がある。夏の食べ物とされる。
起源は明らかではないが、岐阜へは名古屋の豆腐職人によって70年ほど前に伝えられたとする説がある。